# Montegiordano
Montegiordano è un comune italiano di 1 499 abitanti della provincia di Cosenza. Il paese è diviso in due nuclei abitativi, Montegiordano Centro a 619 metri s.l.m., e la frazione Marina, a 20 metri s.l.m. che si sviluppa proprio adiacente alla costa jonica. Il suo territorio era già abitato in epoche remote, come testimoniato da importanti ritrovamenti di epoca romana e greca.

## Storia
Il primo nucleo abitativo di cui si ha traccia risale al IV secolo a.C. Esistono quindi tracce di Montegiordano già in età ellenistica. Sul pianoro di Menzinara sono stati ritrovati i resti di una fattoria ellenistico-romana, datata dalla seconda metà del IV secolo a.C. ai primi del III secolo a.C. Ma il territorio montegiordanese, doveva essere frequentato già dal VI secolo a.C. Lo storiografo dell'alto Ionio, Giorgio Toscano, nato ad Oriolo nel 1630, nella sua Cronaca narra, infatti, che Pitagora di Samo, durante i suoi spostamenti tra Crotone e Taranto, fosse solito riposarsi e ristorarsi a Montegiordano, nella località Castello.
L'attuale paese di Montegiordano risulterebbe fondato fra il 1645 e 1649. La comunità però, aveva origini più antiche e viveva a Piano delle Rose a 3 km dal mare (contrada Mandrone) proprio sopra il pianoro di Menzinara. Purtroppo, gli abitanti, a causa delle frequenti incursioni turche, di cui erano facile bersaglio per la vicinanza al mare, furono costretti ad abbandonare l'antica patria dove già allora sorgeva il vecchio castello di Montegiordano, di cui non si hanno notizie precise e attendibili perché distrutto dalle continue razzie turche. Essi si ritirarono nell'interno, rifugiandosi ad Oriolo e nei paesi vicini. La vecchia patria non fu mai dimenticata e nel 1649, il feudatario Alessandro Pignone del Carretto, marchese di Oriolo, soddisfatto delle buone rendite che già gli venivano da Alessandria del Carretto, concesse a un gruppo di pastori e di agricoltori il terreno di Calopardo per 20 ducati all'anno. Qui, in ricordo della vecchia patria, edificarono la nuova con il nome di Montegiordano. (Secondo la storia popolare, invece, il nome pare lo avesse dato un prete di nome Giordano).
La comunità insediatasi nel nuovo territorio comincia a lavorare alacremente vivendo dei prodotti che traeva dalla terra. Il marchese Pignone del Carretto si dimostrò un ottimo amministratore che lasciò vivere tranquilla la nuova comunità e gli diede la possibilità di crescere e progredire. Nel 1748 questa comunità fu soggetta al barone Giuseppe de Martino. Solo nell'agosto del 1807 venne abolito il regime feudale e a frazionare il territorio di Montegiordano venne un funzionario da Napoli di nome Giovanni Gentile.

### Simboli
Lo stemma e il gonfalone del comune di Montegiordano sono stati concessi con decreto del presidente della Repubblica del 23 gennaio 1984.
Il gonfalone è un drappo di azzurro.

## Monumenti e luoghi d'interesse

### Il castello
A Piano delle Rose (località Castello), che si trova sopra la Marina di Montegiordano, sorge un castello seicentesco, costruito dai Pignone del Carretto, come residenza invernale e di caccia. Il castello è dotato di vasti locali, una volta adibiti a stalle e magazzini, disposti attorno ad un bel cortile pavimentato a massicciata, con pozzo centrale. Una scala ed un ampio arco a tutto sesto, danno accesso al piano superiore. Poco più a valle del castello, sorge quella che una volta era la cappella gentilizia dedicata alla Madonna del Carmine. Questa cappella, abbandonata perché fatiscente, risale al principio del secolo scorso, e fu ricostruita in seguito allo sbancamento di un'altra precedente, la quale ne sostituiva ancora un'altra.
Le diverse riedificazioni, dovute ai continui smottamenti del terreno, hanno portato a un trapianto topografico radicale per cui l'attuale Cappella del Carmine è stata posta molto più a nord del castello. Nella località Piano delle Rose, alcuni studiosi, propongono di identificare il monastero di Sant'Anania e il castello di Petra Ceci, nominati in una carta del 1015 relativa ai possessi della chiesa di San Pietro di Brahalla, presso Oriolo: in tale documento Nicone, monaco e il figlio Ursulo, turmarca di Oriolo, donano a Luca, egumeno di Sant'Anania, il suddetto castello, perché, in caso di incursioni degli infedeli (incursioni saracene 916-1048), i monaci ed il popolo vi si possano ritirare. Se così fosse, sul Piano delle Rose, già all'inizio dell'XI secolo, ci sarebbe stato un abitato accentrato attorno a un castello e ad un monastero greco. L'attuale castello seicentesco, quindi, sarebbe stato ricostruito sui resti di quello più antico.
Nella sua Cronaca (scritta nel 1695), Giorgio Toscano, ricorda che in questa località, vi era “un castello forte e munito di cui oggi non si riconoscono altre vestigia in fuori di alcune mura dirute”. In un altro passo, egli sostiene che il Castello della Marina, dove i Pignone solevano risiedere in alcuni mesi dell'anno per deliziarsi nelle bellissime cacce di fiere selvatiche “era quasi del tutto diruto, ma poi rifatto e restaurato dai suoi Posteri”. Purtroppo, il Toscano non dà datazioni, ma, da quel che scrive si evince chiaramente che il castello, esistente all'epoca sua, era stato ricostruito dai Pignone sui ruderi di uno precedente.

### Siti archeologici
In località Menzinara (m. 99 s.l.m.), che sorge sulla cima di una collina isolata ai lati da corsi d'acqua e domina un ampio tratto del litorale ionico, negli anni 1980/81 si è effettuato un vero e proprio scavo archeologico che ha portato alla luce una fattoria lucana utilizzata per tutta la seconda metà del IV secolo a.C. L'edificio scavato aveva forma quadrata di m 22 per lato, con sette grandi vani di varia ampiezza disposti attorno ad un cortile centrale scoperto collegato con l'esterno mediante un largo corridoio ad L; l'ingresso era nell'angolo sud-ovest.
L'edificio è costruito con ciottoli di fiume uniti a secco, che compongono lo zoccolo delle pareti; l'alzato era in mattoni crudi; la copertura era di tegole piane e coppi. Sul lato occidentale del cortile le tegole di gronda erano decorate con teste di leone. Sul lato sud-ovest, probabilmente, si elevava un piano rialzato, al quale si accedeva mediante una scala di legno. Per quanto riguarda la destinazione degli ambienti si può individuare, sul lato orientale, una cantina o vano destinato alla lavorazione e conservazione delle derrate alimentari; vi sono stati ritrovati, infatti, una pressa quadrangolare in arenaria, frammenti di pithoi fittili e di anfore ad impasto. Sul lato settentrionale era identificabile, nel vano centrale affiancato da due vani minori, la cucina.
È, infatti, evidente la presenza di un focolare nell'angolo sud-ovest, oltre ad un'alta percentuale di frammenti di vasellame da mensa ad impasto e a vernice nera, ad utensili in ferro quali alari di camino e lame di coltelli vari. Pesi da telaio (circa 85) e un louterion fittile con sostegno completavano l'arredo. Nel vano nord-ovest, anch'esso comunicante con la cucina e fornito di focolare, sono state rinvenute, oltre al vasellame alcune statuette fittili (figure femminili in trono). Il vano di forma rettangolare, sul lato sud-ovest, doveva essere un ambiente di “rappresentanza”; era, infatti, rivestito di intonaco biancastro e, al suo interno, sono stati ritrovati due louteria fittili su sostegno decorati ad impressione, frammenti di un cratere a figure rosse, una grande quantità di ceramica a vernice nera (piatti, coppette e skyphoi) e recipienti ad impasto (teglie e bacili). Abbandonato nel cortile, in prossimità della cucina, è stato ritrovato un piccolo ripostiglio monetale composto da 12 pezzi (3 argenti di Crotone ed Eraclea e 9 bronzi di Metaponto).
All'esterno, inoltre, erano presenti fornaci per la cottura di recipienti ceramici. Sembra evidente che la struttura fosse abitata da una famiglia di agricoltori dediti alla pastorizia e alla filatura (vedi pesi da telaio), la cui appartenenza all'ethnos lucano è dimostrata dal nome osco (NOVIOS OPSIOS) graffito in lettere greche sul fondo esterno di due brocche.
Nei primi decenni del III secolo a.C., il sito fu bruscamente e definitivamente abbandonato, presumibilmente, perché si trovava sulla direttrice di marcia delle truppe romane, che, muovendo da Thurii, si scontrarono ad Eraclea con Pirro, alleato dei Lucani (Battaglia di Eraclea, 280 a.C.).

## Società

### Evoluzione demografica
Abitanti censiti

## Economia

### Archeologia industriale
Il Cementificio è una vecchia fabbrica, un opificio che si erge di fianco alla strada statale 106 Jonica, a ridosso, lato monte, di una pineta lussureggiante, che lo avvolge, in parte, nel suo intenso verde, quasi a volerlo nascondere. A ciò ha pensato, negli anni, il Consorzio di bonifica di Trebisacce.
Ridotto ad un ammasso di ferraglie e saccheggiato dai ladri del ferro e non solo, l'ex cementificio Zippitelli, è rimasto sempre lontano dall'attenzione di tutti.
La nascita del cementificio di Montegiordano è collegata all'abbondante presenza in loco della pietra marna, roccia calcarea contenente una sensibile quantità di argilla, utilizzata come miscela nella formazione del cemento Portland, previa cottura a circa 1500 °C. La produzione giornaliera era di circa 600 quintali. Le cave da cui venivano estratte queste rocce cristalline erano ben conosciute dagli industriali della vicina Puglia, tanto è vero che, sin dal 1914 le trasportavano presso i propri cementifici di Bari e Taranto.
Un ingegnoso industriale di Bari, tale Michele Zippitelli, nel 1927 avviò la costruzione del cementificio. Un complesso industriale di tutto rispetto costruito nella Marina di Montegiordano, poco distante dalle acque del mare Jonio, su un'area di oltre 30/40.000 m².
La scelta di quest'area per impiantare lo stabilimento è stata senz'altro condizionata dalla presenza di importanti vie di comunicazioni, quali la ferrovia Sibari- Metaponto e la strada statale 106 Jonica, ma anche perché si poteva disporre di un buono quantitativo d'acqua proveniente dal canale Vittoria, attiguo allo stabilimento.
La pietra marna estratta dalle cave veniva prelevata e trasportata da una distanza di oltre tre chilometri mediante teleferica azionata da un motore termico.
Con l'avvento della seconda guerra mondiale il cementificio Zippitelli cessò di produrre e solamente nel 1947 riaprì i battenti. Come riferisce la dottoressa Antonella La Manna che ha studiato da vicino tutte le fasi evolutive di questo cementificio.
La sua riapertura diede un vero impulso non solo all'economia montegiordanese ma anche a quella di tutta la zona limitrofa offrendo occasione di lavoro soprattutto per quanti ritornati dalla guerra si trovarono ad essere senza un'occupazione. Tale industria aveva impiegato un numero molto elevato di operai (oltre 120) diventando la fonte di reddito per molte famiglie montegiordanesi nonché per tanta altra gente residente nei paesi vicini. Inoltre, esso aveva dato impulso a diverse attività marginali che avevano cominciato a sorgere in Montegiordano marina. La pietra marna, infatti, veniva sottoposta ad un altro processo di lavorazione dal quale si ottenevano portali, balconi che venivano utilizzati nella costruzione di abitazioni. Se da un lato, quindi, il cementificio contribuiva più di ogni altra risorsa a risollevare le condizioni miserabili della popolazione montegiordanese, dall'altro l'esistenza di tale industria non modificava sostanzialmente quella che era la tradizione agricola-artigianale del paese; tanto è vero che accanto al "popolo dei minatori", un'altra parte rilevante della popolazione montegiordanese si dedicava alle numerose attività artigianali nonché all'attività agricola. I Montegiordanesi, infatti, hanno sempre dimostrato un vivo interesse per la terra e così come sono proprietari di case, che rappresentano il loro primo tipico investimento, sono stati anche proprietari terrieri e coltivatori della loro terra. Una volta ripresa la vita e il lavoro nelle campagne circostanti il paese, l'agricoltura divenne ben presto il settore principale dell'economia locale. Il tipo di agricoltura prevalente era l'agricoltura promiscua, dove la promiscuità era rappresentata dalla presenza contemporanea nelle più diverse colture, ad esempio, la coltivazione dell'ulivo, considerata la più importante per l'economia familiare, si alternava con alberi di fico, di melo, di pero e più frequentemente con spazi di seminato cui una buona parte era riservata al frumento. Un'economia dunque, insieme agricola e pastorale, molto povera e sufficiente appena al consumo familiare alla quale si affiancavano altre attività quali quelle artigianali. A tutti gli effetti però, l'unica fonte di risorsa certa era il lavoro al cementificio.
La richiesta pressante della domanda di cemento proveniente da ogni dove, coincidente con la nascita della Cassa per il Mezzogiorno, impegnata nella ricostruzione di strutture vecchie danneggiate dalla guerra e di altre nuove, ha imposto al proprietario del cementificio la ristrutturazione e la sostituzione dei vecchi macchinari con altri nuovi.
Tutto ciò, ovviamente, richiedeva la riconversione dei macchinari alimentati da energia termica, ovvero combustibile, con altri da alimentare con energia elettrica che aveva meno incidenza sul costo del cemento.
Da qui la richiesta di una forte fornitura di energia elettrica più volte invocata e mai soddisfatta, al punto che il proprietario, nei primi mesi del 1955, chiude per sempre i battenti.
A nulla è valsa la delibera del Consiglio comunale di Montegiordano del 21 ottobre 1955 con la quale invitava lo Stato ad intervenire per non mettere sul lastrico oltre cento famiglie e per non disperdere le specializzazioni conseguite nel corso degli anni dagli addetti alla manovra di complicati macchinari. Ogni appello è stato disatteso.
Una vicenda assurda e sconcertante che determinò miseria ed emigrazione immediata. Infatti, da 3 213 abitanti nel 1951, il massimo picco raggiunto nella storia di questo piccolo paese, si è passati a 2 200 abitanti ed oggi ancor di meno.
Tra gli atti parlamentari della Camera dei Deputati, si trovano due interpellanze presentate rispettivamente dall'onorevole Giacomo Mancini in data 13 dicembre 1955 e dall'onorevole Dario Antoniozzi in data 17 dicembre del 1955. Entrambe hanno stesso contenuto che può riassumersi come di seguito: “Il sottoscritto chiede d'interrogare il ministro dell'industria e del commercio e il ministro presidente del Comitato dei ministri per la Cassa del Mezzogiorno, per sapere se sono informati sulle ragioni che hanno determinato la chiusura del cementificio Zippitelli di Montegiordano (Cosenza) e per sapere quali urgenti provvedimenti intendano adottare nei confronti della società erogatrice dell'energia elettrica responsabile principale della chiusura del cementificio; che, proprio nel momento in cui si parla di industrializzazione del Mezzogiorno, ha causato un ulteriore impoverimento del settore industriale calabrese e la conseguente dilatazione della disoccupazione. L'interrogante chiede la risposta scritta (17667)”.
Pur nella loro autorevolezza, queste interpellanze non sortirono alcun effetto e così il proprietario Micelle Zippitelli, che per un certo verso aveva cambiato il volto di questo piccolo centro calabrese, iniziò a licenziare via via tutti gli operai i quali dovettero emigrare verso il nord Italia.

## Infrastrutture e trasporti

### Le gallerie di Montegiordano
L'apertura delle gallerie è sicuramente un evento storico per Montegiordano, positivo o negativo che si voglia.
Il centro abitato viene distaccato dalla S.S.106 con questa nuova variante che si protrae nelle collinette della frazione costiera per 4,3 km (dal km 402,400 al km 406,500).
L'inaugurazione, il 28 febbraio 2011, vede coinvolti il ministro delle Infrastrutture Altero Matteoli, il presidente della Regione Calabria Giuseppe Scopelliti, il presidente dell'A.N.A.S. Piero Ciucci, il presidente della Provincia di Cosenza Gerardo Mario Oliveiro e il sindaco di Montegiordano Francesco La Manna.

### Principali arterie stradali
- Strada Statale 106 (Reggio Calabria - Taranto).
- Strada Provinciale 148 (Montegiordano Centro - Marina).

## Amministrazione

### Gemellaggi
- Zakroczym